# کوفشینوفو
شهر کوفشینوفو (به روسی: Кувшиново) در کشور روسیه و در اوبلاست ور واقع شده‌است.